# Ignác Axamit
Ignác Axamit (31. července 1819, Písek – 10. října 1904 Praha-Nové Město), byl český středoškolský profesor fyziky a matematiky.

## Život
Narodil se 31. července 1819 v Písku jako jedno z pěti dětí chudého ševce.
V osmi letech ho rodiče zapsali na německou „Normalhauptschule“. Německy se teprve učil, ale díky píli a dobré paměti mezi žáky vynikal a školu dokončil s vyznamenáním. Poté nastoupil do (taktéž německého) gymnázia v rodném městě. Studium pro něj bylo náročné – učebnice koupil se slevou od studenta předchozího ročníku, ale aby se rodina uživila, musel od jedenácti let pět hodin denně doučovat a večer ještě pomáhat při šití bot. Navzdory nesnázím absolvoval gymnázium s výborným prospěchem.
Roku 1836 se zapsal na pražskou univerzitu. Zpočátku rovněž zápasil s nouzí, musel se živit doučováním. Pomoc mu ale poskytl generál křižovníků Koller, který mu poskytl stipendium. 1. července 1846 získal doktorát filozofie. Na podzim téhož roku byl jmenován adjunktem fyziky a matematiky na filozofické fakultě, kde působil do roku 1850. V roce 1849 se stal učitelem fyziky na akademickém gymnáziu v Praze a na této škole byl 6. září 1850 jmenován skutečným učitelem.
V letech 1871 – 1878 byl rovněž examinátorem fyziky v komisi pro kandidáty profesury na gymnáziích s českým vyučovacím jazykem.
Roku 1885 odešel do výslužby.

## Význam a ocenění
Axamit během 39 let vychoval stovky studentů, kteří na něj vděčně vzpomínali. Přednášel srozumitelně a jasně, vždy si dokázal udržet kázeň. Byl přísný, ale spravedlivý, dokázal studenty povzbudit (např. českou poznámkou, když se v 50. letech 19. století ještě vyučovalo v němčině) a ač si vybral u většiny studentů neoblíbené předměty (matematiku a fyziku), postupně si získal oblibu všech. Vždy se projevoval jako vlastenec.
K jeho žákům patřili např. pozdější primátor Karel Baxa, architekt Quido Bělský, profesoři Jaromír Čelakovský a Jaroslav Goll, lékař Karel Chodounský, probošt Mikuláš Karlach, učitel Jindřich Metelka, spisovatel Zikmund Winter aj. Roku 1899 mu absolventi zorganizovali velkolepou oslavu 80. narozenin, spojenou se slavnostní mší v zrcadlové kapli Klementina a banketem v Měšťanské besedě. Gratuloval mu i bývalý ministr Karel Habětínek. O rok později se účastnil setkání absolventů r. 1880, na němž s úspěchem vyprávěl příhody z pedagogického působení; jeden z organizátorů setkání, známý životopisec Michal Navrátil, pak zařadil několik vzpomínek a Axamitovu autobiografii do Almanachu žáků akademického gymnasia v Praze (1872-1880).

## Dílo
Byl autorem článku Poznámka k vypočítání obsahu trojbokého hranolu šikmého, která vyšla ve 13. ročníku Časopise pro pěstování matematiky a fyziky. Knižně vyšla německojazyčná práce Ueber die Erregung der sogenannten Extraströme (1854), původně jako příloha programu akademického gymnázia.

## Rodina
- Sestra Marie Axamitová (1817–1909)[13][14] se věnovala hedvábnictví a ve vyšším věku vydala kuchařskou knihu. Ignátu Axamitovi řadu let vedla domácnost.[15]
- S manžekou Marií roz. Svobodovou (1835–1857) měli syna Ladislava (1856–1870), oba však předčasně zemřeli. Později se znovu oženil s Emilií Pabstovou (1862-??).[16]